# Movimiento de Unión Nacional de Guinea Ecuatorial
El Movimiento de Unión Nacional de Guinea Ecuatorial (Munge) fue un partido político de Guinea Ecuatorial, nacido como uno de los principales movimientos independentistas del país. Asimismo, fue la formación política más importante durante la etapa del régimen autónomo, entre 1964 y 1968.

## Historia

### Inicios
El Munge tuvo sus orígenes en la Unión Popular de Liberación de Guinea Ecuatorial (UPLGE), organización de corte conservadora fundada en 1959 por el líder independentista Bonifacio Ondó Edu desde su exilio en Libreville, con el apoyo del gobierno gabonés de Léon M'ba. La UPLGE había surgido de una escisión del Movimiento Nacional de Liberación de Guinea Ecuatorial (Monalige). Contaba con apoyos importantes en la zona suroriental del territorio guineano.

### Gobierno autónomo
Tras regresar Bonifacio Ondó a Guinea Ecuatorial en 1963, transformó la UPLGE en el Movimiento de Unión Nacional de Guinea Ecuatorial (Munge) en noviembre de ese año.  Poco después se produjo la aprobación de la autonomía del territorio, transformándose Bonifacio Ondó en el presidente del Gobierno Autónomo a partir de 1964. Al establecerse formalmente como partido político,  formó núcleos de actividad en casi todas las localidades de la Guinea Española.
El 11 de enero de 1964, se convocaron elecciones para renovar Juntas Vecinales, Ayuntamientos y Diputaciones, así como para constituir la primera Asamblea General autónoma. Sólo el Munge participó en los comicios.
Durante el régimen autónomo, el Munge fue un partido de extrema derecha afín al régimen franquista y de ideología nacionalista que encontró apoyo entre gente conservadora partidaria de la ley y el orden. También recibió el apoyo de los guineanos más cercanos a la administración (como eran los funcionarios, los jefes tradicionales y en general las personas de mayor edad), los madereros, la Iglesia católica y los colonos, especialmente de los propietarios de fincas españoles. La aproximación del Munge a la ideología de la FET y de las JONS le valió ser rápidamente reconocido por el régimen español. El Munge era un partido nacionalista moderado que respaldaba las políticas reformistas de España, y apoyó la influencia hispana en la "civilización" del pueblo nativo. Era partidario de mantener los vínculos con España y establecer una "independencia asociada" no inmediata con este país.
Su cercanía al régimen español le valió sufrir el desprestigio entre la población guineana, ya que las instituciones autónomas estaban limitadas políticamente y eran incapaces de asumir las peticiones de libertad de los nacionalistas exiliados y el descontento generalizado del pueblo guineano. Esto provocó que miembros del Munge como el vicepresidente del Gobierno Autónomo Francisco Macías Nguema se unieran a movimientos más radicales como el Monalige. Sin embargo, a fines del Gobierno Autónomo, el Munge radicalizó sus planteamientos y abogó por la independencia.

### Independencia e ilegalización
Participó en la conferencia que elaboró la Constitución de Guinea Ecuatorial de 1968, y abogó por la aprobación de esta constitución en el referéndum de agosto de ese año. En las Elecciones generales de Guinea Ecuatorial de 1968 presentó a Bonifacio Ondó como candidato presidencial, contando con el apoyo de la Presidencia del Gobierno de España. Ondó obtuvo un 34.94% de los votos, quedando segundo tras el candidato de la Idea Popular de Guinea Ecuatorial (IPGE), Francisco Macías Nguema. En las elecciones parlamentarias realizadas el mismo día, el Munge obtuvo 10 escaños en la Asamblea Nacional. En segunda vuelta, Ondó obtuvo un 37.65% de los votos, siendo derrotado por Macías.
Tras la Independencia de Guinea Ecuatorial, algunos miembros del Munge asumieron cargos en la nueva administración del país (como el ministro de Educación José Nsue y el ministro de Hacienda Andrés Ikuga), aunque en general el partido fue aislado. Su líder Bonifacio Ondó, a quién le correspondía asumir como líder de la oposición en la Asamblea Nacional, se exilió en Gabón. Poco después sería obligado a regresar a Guinea Ecuatorial, y durante la crisis diplomática entre España y Guinea Ecuatorial de 1969 fue sometido a arresto domiciliario y posteriormente encarcelado en la Prisión Playa Negra. Asimismo, los militantes y simpatizantes del partido comenzaron a ser detenidos en diciembre de 1968. El fiscal general fue cesado por el gobierno el 30 de diciembre al denunciar la ilegitimidad de estas acciones. Durante los siguientes dos meses, los militantes y simpatizantes del Munge sufrieron de constantes persecuciones y agresiones callejeras.
Luego del intento de golpe de Estado de marzo de 1969 y el establecimiento de un régimen dictatorial por parte de Macías, Ondó y varios líderes del Munge fueron asesinados.
El 19 de enero de 1970 el Munge fue ilegalizado junto a los demás partidos existentes luego de que Macías estableciera el Partido Único Nacional de los Trabajadores (PUNT) como partido único e iniciara un régimen dictatorial que se prolongaría hasta 1979.